# J. Howard Pew
John Howard Pew (1882-1971) fue un filántropo estadounidense y presidente de Sunoco (Sun Oil Company).

## Biografía
J. Howard Pew nació en [Bradford, Pennsylvania]] en 1882 y se crio como un presbiteriano devoto. En 1886, el padre de Pew, Joseph Newton Pew, Sr. (1848-1912), inició un negocio petrolero en Pensilvania, expandiéndose a Texas cuando se descubrió petróleo cerca de Beaumont en 1901. Esta empresa se hizo conocida como Sun Oil Company. J. Howard Pew asistió a Shady Side Academy, Grove City College y al Instituto de Tecnología de Massachusetts y luego trabajó como ingeniero de refinería para una de las empresas de su padre. En 1912 con su hermano Joseph N. Pew, Jr., J. Howard Pew asumió la dirección de Sun Oil Company (ahora conocida como Sunoco) mejorando los sistemas de refinación, comercialización y distribución de la empresa, y comprando o desarrollando  operaciones de producción. En 1934, compró y reorganizó la Chilton Company, una editorial de varias revistas nacionales. Fue uno de los primeros patrocinadores y director de Christianity Today desde 1956 hasta su muerte. Fue miembro de la Sociedad Mont Pelerin.

## Arenas petrolíferas de Athabaska
En un discurso de 2013 a la Asociación Canadiense de Estudiantes de Toda la Vida, Peter McKenzie-Brown de la Sociedad de Historia del Petróleo incluyó al industrial J. Howard Pew como uno de los seis visionarios que construyeron las arenas petrolíferas, junto con el químico Karl Clark, el Primer ministro Ernest Manning, el ejecutivo corporativo estadounidense Frank Spragins; El primer ministro Peter Lougheed; y el expresidente y director ejecutivo de Suncor, Rick George.
Con el apoyo de Pew, en 1962, la subsidiaria de propiedad mayoritaria de Sun Oil, Great Canadian Oil Sands (GCOS), presentó una solicitud de Proyecto comercial de arenas petrolíferas en Canadá: el primero que se construye. En 1967, Pew dijo a su audiencia en la ceremonia de inauguración de la planta Great Canadian Oil Sands que "Ninguna nación puede estar segura durante mucho tiempo en esta era atómica a menos que esté ampliamente abastecida de petróleo... Es la opinión considerada de nuestro grupo que si el el continente norteamericano producirá el petróleo para satisfacer sus necesidades en los próximos años, el petróleo del área de Athabasca debe necesariamente jugar un papel importante. " Hoy, GCOS se conoce como la planta de arenas oleaginosas Suncor.
Fue galardonado con la Medalla Vermilye (Premios del Instituto Franklin) en 1950.
J. Howard Pew murió en Ardmore, Pennsylvania en 1971.

## Filantropía
Con sus hermanos, Pew fue cofundador de "The Pew Charitable Trusts". J. Howard Pew también donó los fondos para J. Howard Pew Freedom Trust en 1957. Pew proporcionó fondos para apoyar al Seminario Teológico Gordon-Conwell en Massachusetts, trabajando en estrecha colaboración con Billy Graham y Harold Ockenga. Pew también donó a varias otras organizaciones, incluyendo la Fundación para la Educación Económica, Liga de la Libertad Estadounidense y la campaña presidencial de Barry Goldwater, 1964. Pew también hizo una donación única de $ 1000 al Liberty Lobby.